# Campionat del Món de Trial 1975
La temporada de 1975 del Campionat del Món de trial fou la 1a edició d'aquest campionat (anomenat Campionat d'Europa de trial fins a 1974), organitzat per la FIM. El calendari oficial constava de 14 proves puntuables, celebrades entre el 12 de febrer i el 12 d'octubre. Martin Lampkin (Bultaco) esdevingué el primer campió del món de trial de la història després d'un intens duel pel títol durant tota la temporada amb el seu company d'equip Yrjö Vesterinen i el pilot de Montesa Malcolm Rathmell (qui es trobava en plena fase de desenvolupament de la futura Cota 348).
Aquell any, el campionat no es decidí fins a la darrera prova, el Trial de Txecoslovàquia, on els tres màxims aspirants hi arribaven amb plenes possibilitats d'endur-se el títol: Martin Lampkin i Malcolm Rathmell estaven empatats a 89 punts nets per darrere d'Yrjö Vesterinen, que en duia 92 (99 i 100 de bruts, respectivament). La victòria a Txecoslovàquia va ser per a Mick Andrews, per davant de Lampkin, Rathmell i Vesterinen. Tot aquell ball de posicions va fer que, finalment, el títol el guanyés Lampkin, Vesterinen fos subcampió i Rathmell tercer, quedant tots tres aspirants separats l'un de l'altre per un sol punt: 101-100-99. Martin Lampkin aconseguí així el segon títol internacional de la seva carrera, després d'haver estat ja Campió d'Europa el 1973. L'anglès va tenir poc després un fill que va esdevenir un dels pilots de trial més reeixits de tots els temps, Dougie Lampkin.
En l'apartat dels fitxatges, el més destacat va ser el pas de Nigel Birkett a Suzuki provinent de Kawasaki. L'anglès va arribar a obtenir bons resultats al mundial amb la seva nova marca, especialment el 1976, en què acabà vuitè a la general. Pel que fa als catalans, aquell any Manuel Soler, a 18 anys acabats de fer, va aconseguir un podi al campionat, concretament el tercer lloc als Estats Units.

## Sistema de puntuació
Barem de puntuació de 1969 a 1983:
| Posició | 1  | 2  | 3  | 4 | 5 | 6 | 7 | 8 | 9 | 10 |
| Punts   | 15 | 12 | 10 | 8 | 6 | 5 | 4 | 3 | 2 | 1  |

Es comptabilitzen la meitat més un dels resultats obtinguts durant la temporada.

## Calendari
| Ronda | Data          | Prova          | Lloc           | Guanyador        |
| ----- | ------------- | -------------- | -------------- | ---------------- |
| 1     | 12 de febrer  | Irlanda        | Newtownards    | Dave Thorpe      |
| 2     | 23 de febrer  | Bèlgica        | Bilstain       | Malcolm Rathmell |
| 3     | 2 de març     | Espanya        | Matadepera     | Martin Lampkin   |
| 4     | 15 de març    | Gran Bretanya  | Congresbury    | Dave Thorpe      |
| 5     | 13 d'abril    | França         | Ambérieu       | Mick Andrews     |
| 6     | 25 de maig    | Polònia        | Nowy Targ      | Malcolm Rathmell |
| 7     | 15 de juny    | Itàlia         | Vandalino      | Martin Lampkin   |
| 8     | 13 de juliol  | Canadà         | Stampede Week  | Yrjö Vesterinen  |
| 9     | 20 de juliol  | Estats Units   | Stepping Stone | Malcolm Rathmell |
| 10    | 24 d'agost    | Finlàndia      | Kalpalinna     | Yrjö Vesterinen  |
| 11    | 31 d'agost    | Suècia         | Linköping      | Martin Lampkin   |
| 12    | 6 de setembre | Suïssa         | Turtmanntal    | Yrjö Vesterinen  |
| 13    | 5 d'octubre   | Alemanya       | Kiefersfelden  | Yrjö Vesterinen  |
| 14    | 12 d'octubre  | Txecoslovàquia | Ricany         | Mick Andrews     |

Notes
1. ↑  A la Vall Pèlis, Piemont
2. ↑  A Calgary, Alberta
3. ↑  A Janakkala, Tavàstia Pròpia
4. ↑  Al Valais
5. ↑  A Baviera

## Classificació final
| Posició | Pilot            | Motocicleta     | Punts     |
| ------- | ---------------- | --------------- | --------- |
| 1       | Martin Lampkin   | Bultaco         | 101 (131) |
| 2       | Yrjö Vesterinen  | Bultaco         | 100 (142) |
| 3       | Malcolm Rathmell | Montesa         | 99 (134)  |
| 4       | Mick Andrews     | Yamaha          | 82 (95)   |
| 5       | Charles Coutard  | Bultaco         | 66 (78)   |
| 6       | Ulf Karlson      | Montesa         | 62 (65)   |
| 7       | Benny Sellman    | Montesa         | 59 (62)   |
| 8       | David Thorpe     | Bultaco         | 42 (43)   |
| 9       | Alan Lampkin     | Bultaco         | 27        |
| 10      | Rob Edwards      | Montesa         | 25        |
| 11      | Nigel Birkett    | Kawasaki/Suzuki | 23        |
| 12      | Manuel Soler     | Bultaco         | 21        |
|         |                  |                 |           |
| 18      | Xavier Cucurella | Bultaco         | 5         |